# 瓦布利亞河

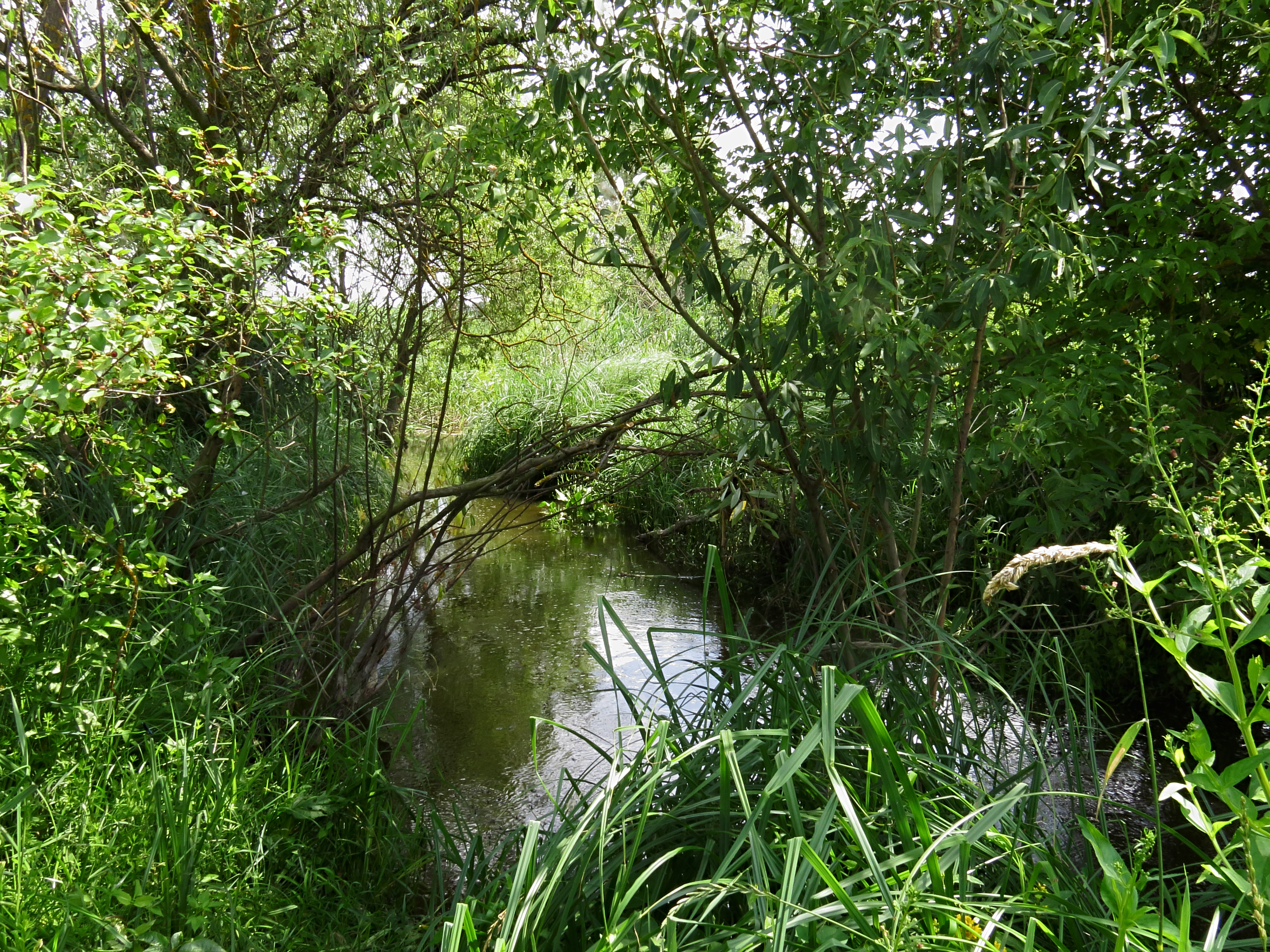

瓦布利亞河（烏克蘭語：Вабля），是烏克蘭北部的河流，屬於茲德維日河的支流。該河流經基輔州的布查區，河道全長16公里。